# 第128独立山岳強襲旅団 (ウクライナ陸軍)
第128独立山岳強襲旅団（だい128どくりつさんがくきょうしゅうりょだん、ウクライナ語: 128-ма окрема гірсько-штурмова бригада）は、ウクライナ陸軍の旅団。西部作戦管区隷下。
山岳戦の特殊な訓練で兵士の練度が高く、ウクライナ軍で最も精強な部隊のひとつとされる。戦争前は災害派遣が主な任務だった。

## 概要

### 前史
部隊の起源は18世紀のロシア帝国時代に中央アジアで創設されたロシア帝国陸軍の4個オレンブルク大隊まで遡るとされ、19世紀に詩人のタラス・シェフチェンコが兵役に服した部隊としても知られる。
1910年に22個トルキスタン狙撃連隊に改編され、1914年から第一次世界大戦に投入された。

### ロシア内戦
1922年7月12日、ロシア内戦の影響に伴い、赤軍第1独立トルキスタン狙撃旅団を基幹に第1トルキスタン狙撃師団がトルキスタン自治ソビエト社会主義共和国で再編され、同日が部隊の正式な創設日とされた。2022年ロシアのウクライナ侵攻中に創設100周年を迎えた。
1929年12月、山岳部隊化に伴い、第1トルキスタン山岳狙撃師団に改編された。
1936年5月、師団番号統一に伴い、第83山岳狙撃師団に改称された。

### 第二次世界大戦

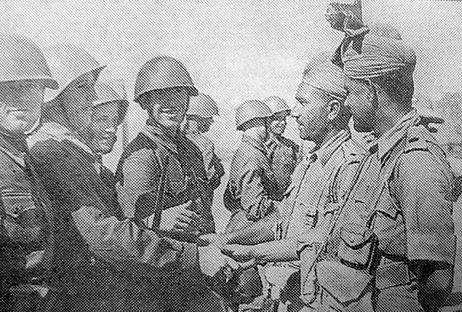
イランでイギリス軍と会話する様子

1942年1月からイラン進駐、独ソ戦に投入され、枢軸国に勝利し、赤旗勲章、名誉称号「親衛隊」を授与され、第128親衛山岳狙撃師団に改称された。

### 冷戦期

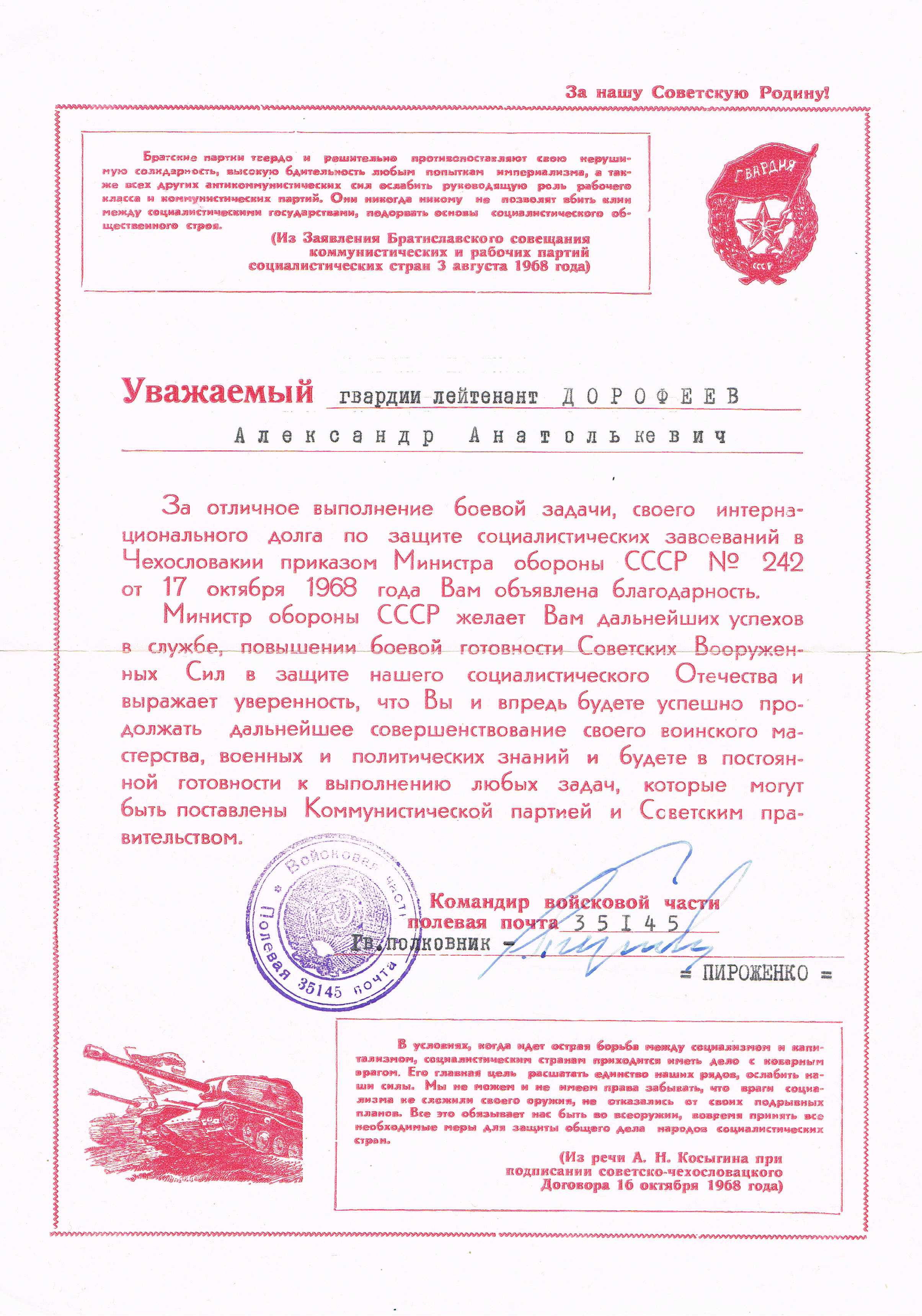
プラハの春感謝状

1956年10月、ハンガリー動乱に投入され、ハンガリー人民共和国に移駐した。 
1956年12月、機械化に伴い、第128親衛自動車化狙撃師団に改編された。
1958年7月、ウクライナ・ソビエト社会主義共和国ザカルパッチャ州に移駐した。
1965年、ザカルパッチャ州で撮影されたレフ・トルストイ原作の『戦争と平和』に団員がロシア・フランス両軍役で出演した。 
1968年8月、プラハの春に投入された。
1976年5月、名誉称号「アンドレイ・グレチコ」を授与された。
1979年12月、アフガニスタン紛争に投入された。
1985年5月、2個目の赤旗勲章を授与された。

### ウクライナ陸軍

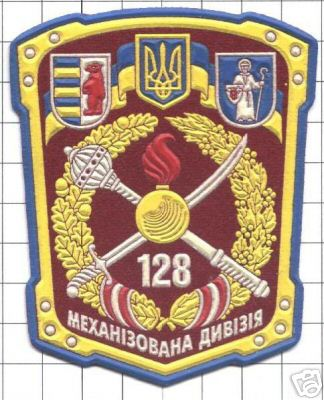
第128親衛機械化師団章

1991年12月、ソビエト連邦の崩壊とウクライナの独立で創設されたウクライナ陸軍に編入し、第13軍団隷下の第128親衛機械化師団に改編された。ソビエト連邦軍からウクライナ国民に忠誠を宣誓した最初の部隊となった。
1994年から、ザカルパッチャ州の洪水被害に災害派遣された。
2000年5月27日、レオニード・クチマ大統領より、名誉称号「ザカルパッチャ」を授与された。
2004年2月から国際連合平和維持活動に参加し、イラク、レバノン、シエラレオネに駐留した。
2004年12月、部隊縮小に伴い、第128独立親衛機械化旅団に改編された。
2012年12月、山岳部隊化に伴い、第128独立親衛山岳歩兵旅団に改編された。

### ドンバス戦争
2014年5月からドンバス戦争で東部ルハーンシク州、ドネツィク州に配備された。軍縮で実戦配備可能な部隊が第15独立山岳歩兵大隊、機械化大隊だけだった。
2014年11月、ウクライナ領土防衛大隊の第4ザカルパッチャ領土防衛大隊（第4独立自動車化歩兵大隊に改称）、第6ズブルチ領土防衛大隊（第6独立自動車化歩兵大隊に改称）が配属された。
2016年8月22日、名誉称号「親衛隊」を消去し、第128独立山岳強襲旅団に改称された。

第128独立親衛山岳歩兵旅団章
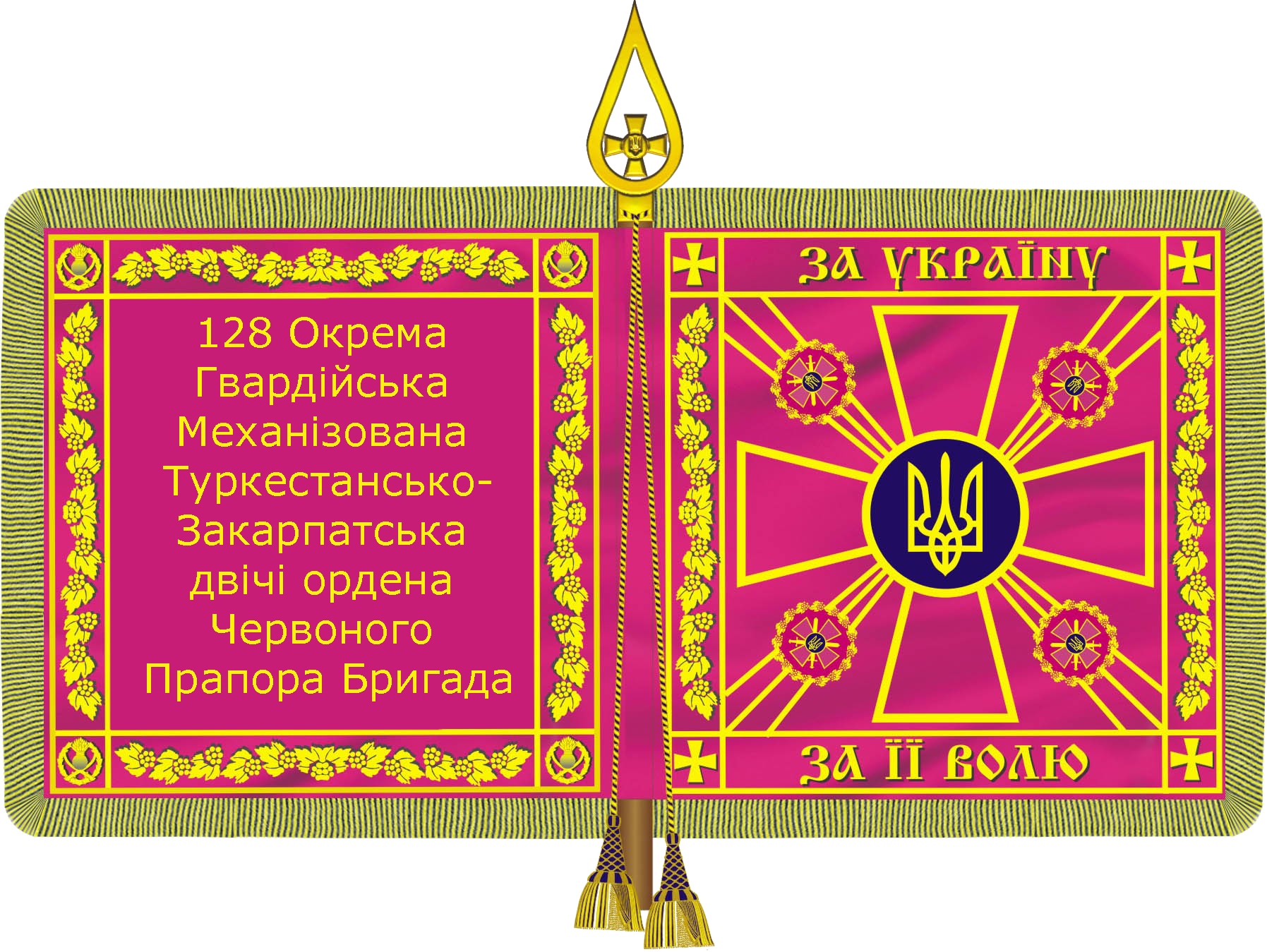
第128独立山岳強襲旅団旗
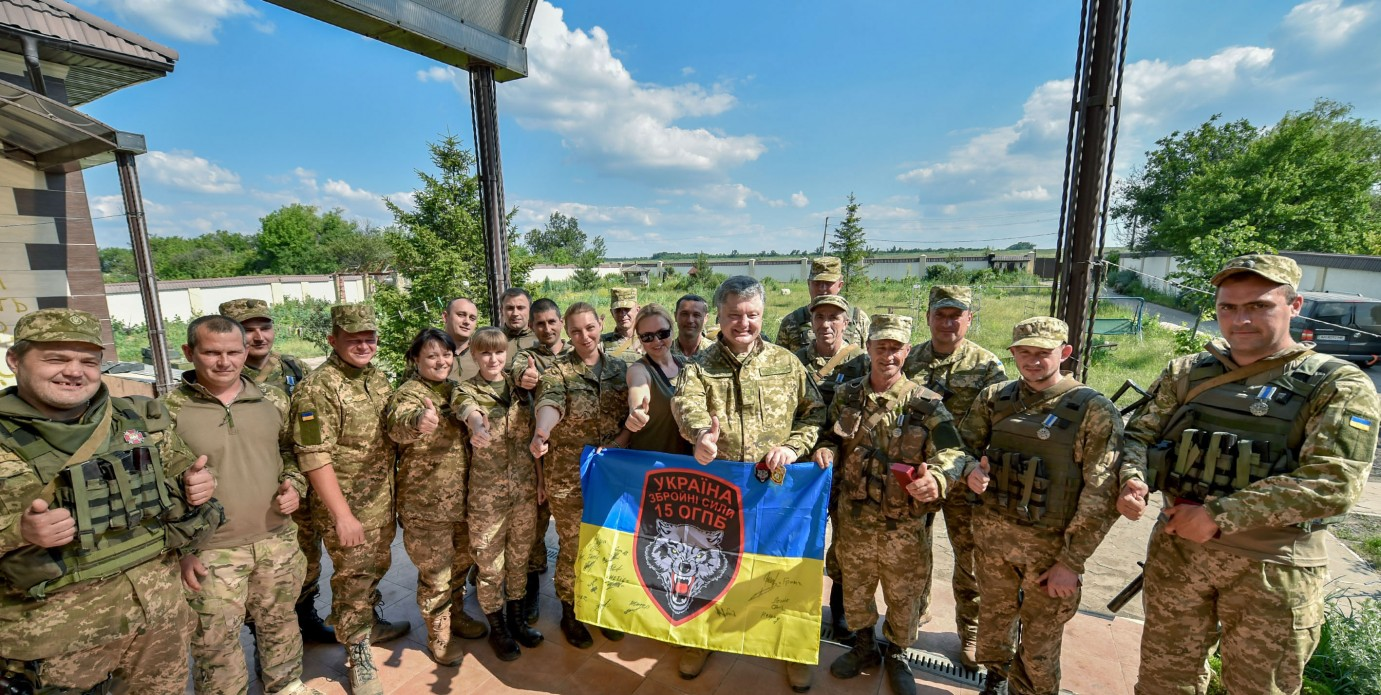
ペトロ・ポロシェンコ大統領と記念撮影する様子

## ギャラリー

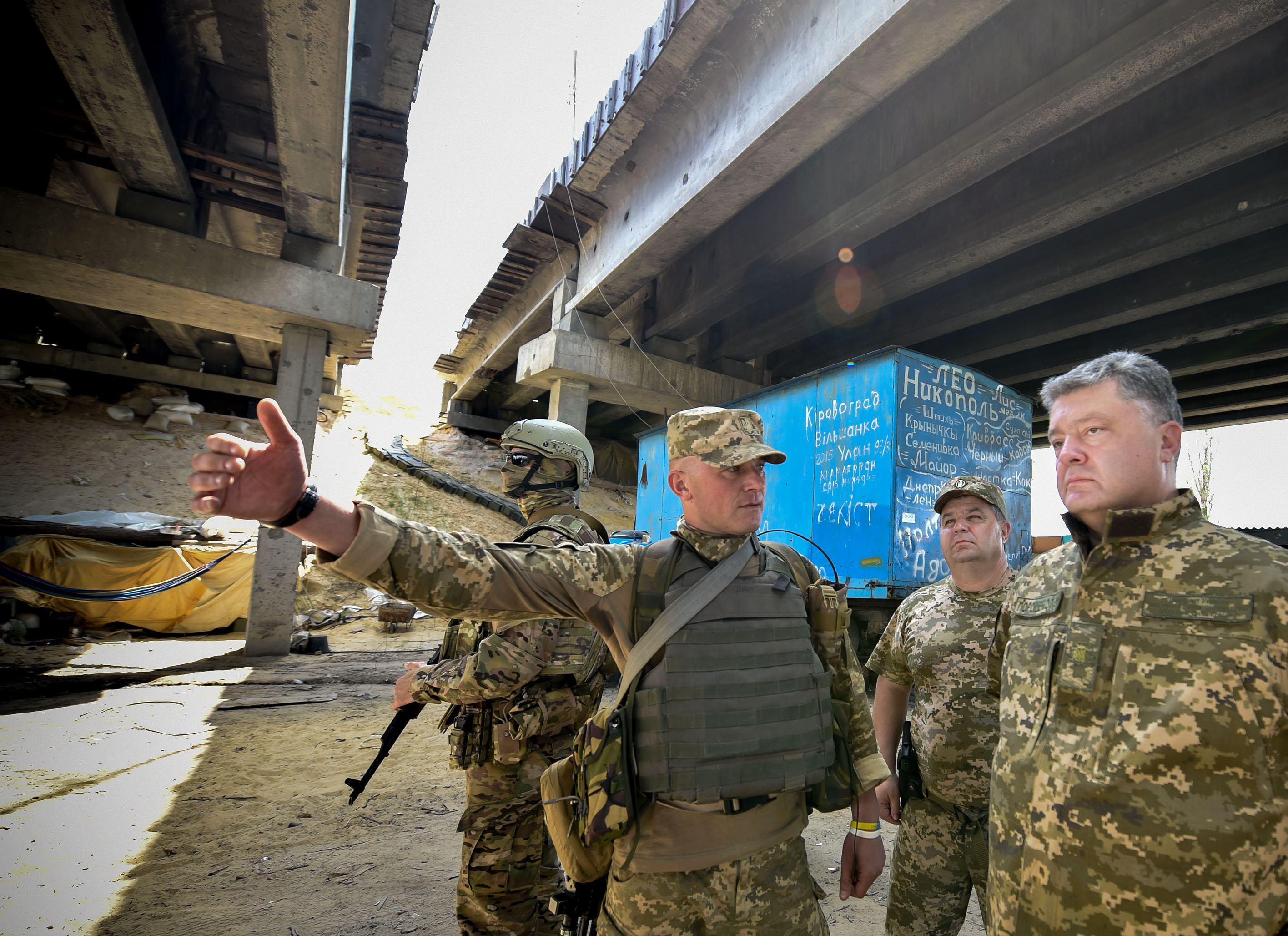
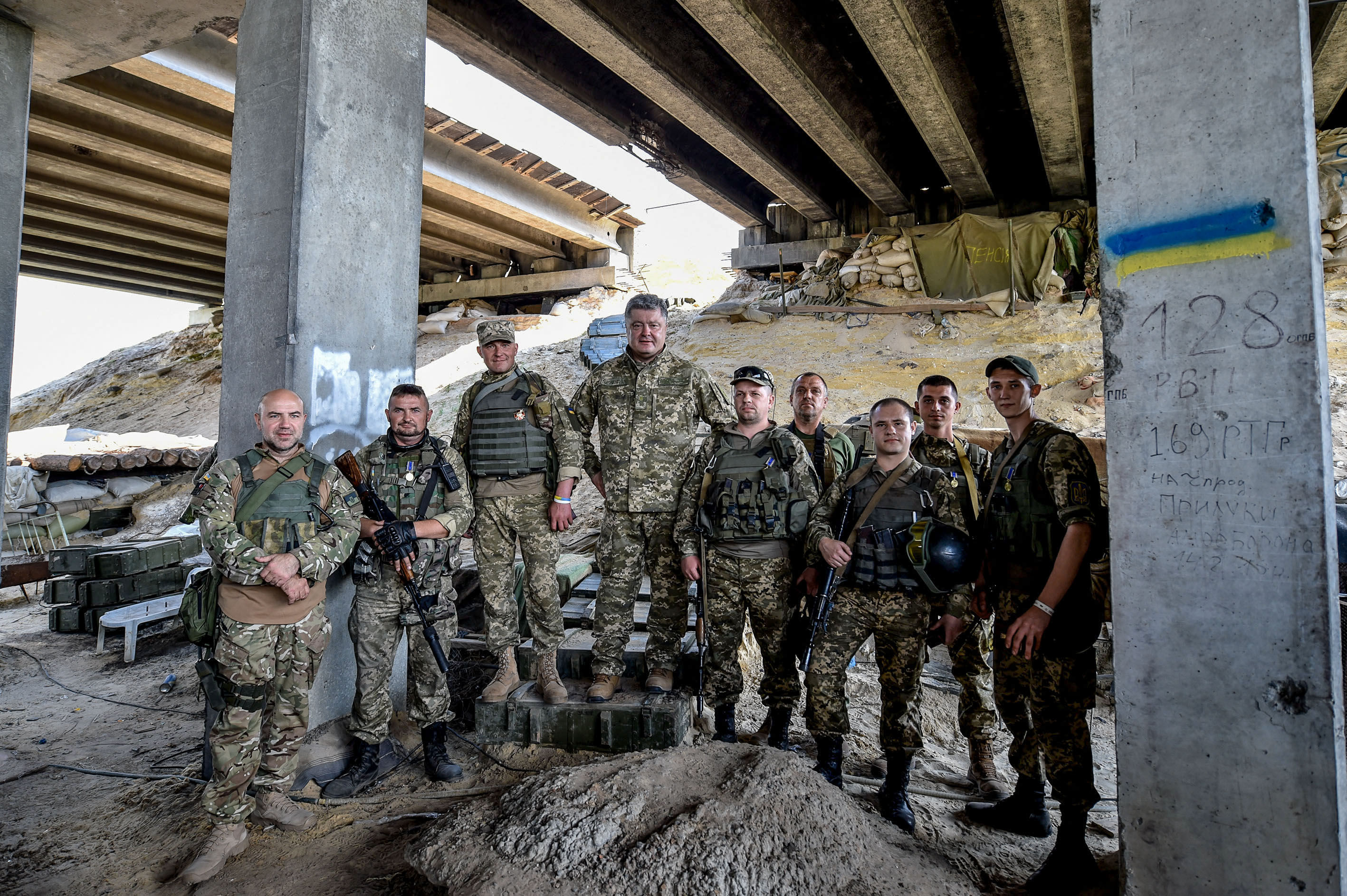
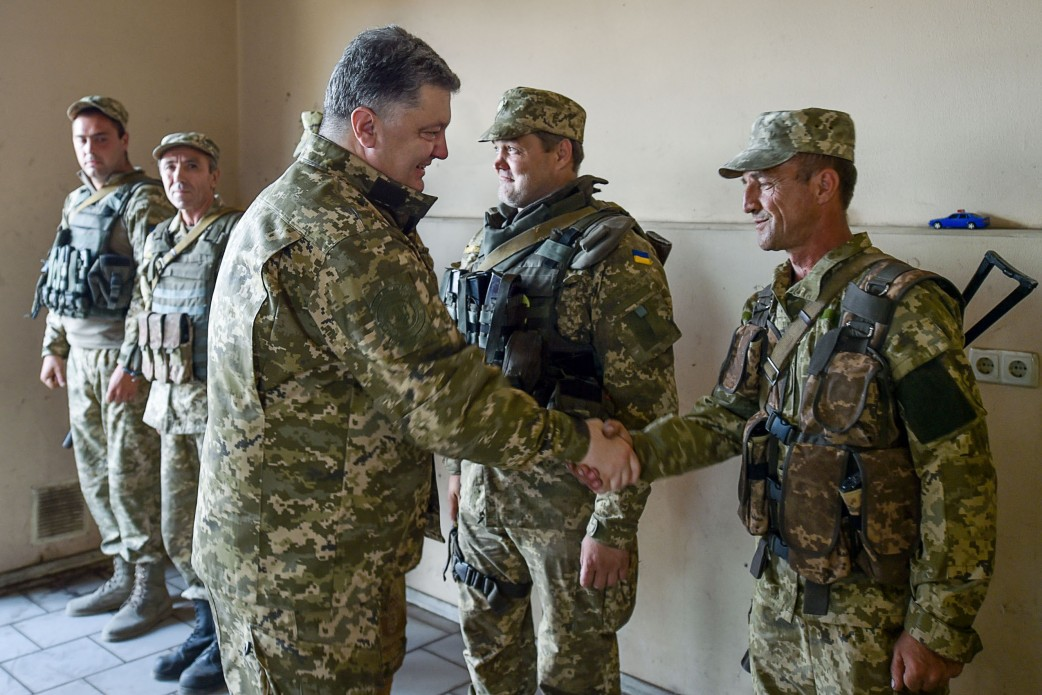
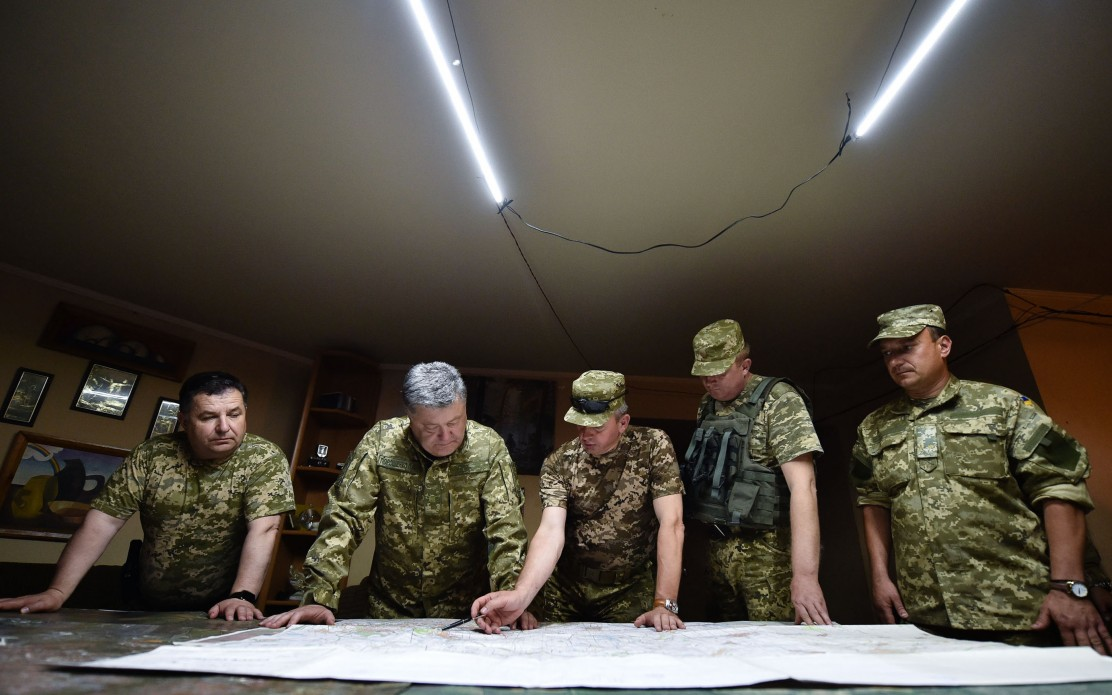

### ロシアのウクライナ侵攻
2022年2月24日、早朝に駐屯基地がロシア軍のミサイル攻撃を受けたことで、団員はロシアのウクライナ侵攻を知ることとなり、近くの森に退避するも、全滅した部隊も出て呆然自失としていたが翌日に再編された。

#### 北部・キーウ戦線
2022年2月26日、北部キーウ州オブーヒウ地区に配備され、ロシア軍をキーウ南のヴァスィリキーウで撃退した。

#### 南部・ザポリージャ戦線
2022年2月、南部ザポリージャ州メリトポリ地区に再配置され、第1山岳強襲大隊のアンドリー・リトゥン大隊長が戦死したが、ロシア軍をザポリージャ方面で撃退した。

#### 東部・マリウポリ戦線
2022年3月、第15独立山岳強襲大隊が東部ドネツィク州ヴォルノヴァーハ地区に配備され、第53独立機械化旅団の救援でヴォルノヴァーハを防御したが3月に陥落した。

#### 東部・セベロドネツク戦線
2022年4月、激戦地の東部ルハーンシク州セヴェロドネツィク地区に再配置され、友軍の救援で攻勢を開始し、ロシア軍を一時6～10km押し戻したが、5月までにクレミンナ、ルビージュネが陥落した。6月にヒルスケを防御していた第15大隊が投降したとロシア国防省が発表した。
2022年5月6日、ウォロディミル・ゼレンスキー大統領より、勇気と勇敢さに対する栄誉賞を授与された。

#### 南部・ヘルソン戦線

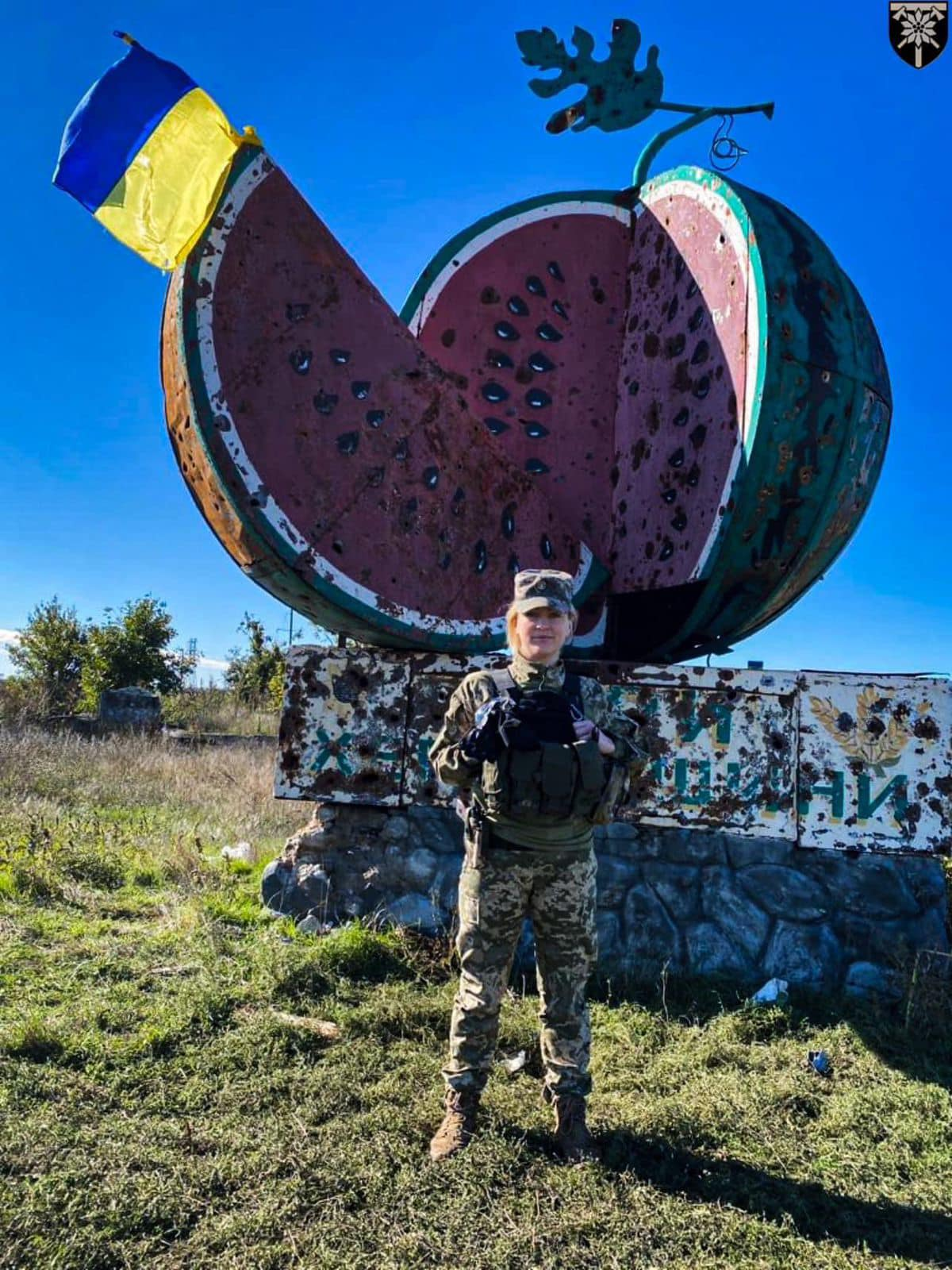
ヘルソンで記念撮影する様子

2022年8月、南部ヘルソン州ベリスラウ地区に再配置され、第17独立戦車旅団の火力支援を受けて攻勢を開始し、第15大隊のヴァディム・オドゥド大隊長が戦死したが、11月にベリスラウ、ヘルソンを解放してロシア軍はドニエプル川西岸から撤退した。
2022年12月6日、第15独立山岳強襲大隊がウォロディミル・ゼレンスキー大統領より、勇気と勇敢さに対する栄誉賞を授与された。

#### 東部・バフムート戦線
2022年12月、激戦地の東部ドネツィク州バフムート地区に再配置され、バフムート北のソレダル方面を防御した。ロシア軍の戦術がザポリージャ戦線では機械化攻撃だったが、バフムート戦線では完全に人海戦術で囚人兵がホラー映画のゾンビのように次々攻めてくるため、団員はバフムート戦線を最大の地獄と評した。

#### 南部・ザポリージャ戦線
2023年6月、南部ザポリージャ州ヴァシリウカ地区に再配置され、ヴァシリウカ方面で攻勢を開始し、ロブコベ、ピャティハトキを解放した。
2023年11月、南部ザポリージャ州ザポリージャ地区で開催された式典に出席したが、ロシア軍のミサイル攻撃で戦死者20人の損害を受け、巻き添えで民間人も負傷した。最前線に近い場所だったため、式典を計画した将校が非難された。

#### 東部・ポクロウシク戦線
2024年10月、激戦地の東部ドネツィク州ポクロウシク地区に再配置され、友軍の救援でマリンカ西のクラホベ方面に展開した。

## 編制
- 旅団司令部（ムカチェヴォ）
- 第1山岳強襲大隊
- 第2山岳強襲大隊
- 第15独立山岳強襲大隊（ウージュホロド）
- 第4自動車化歩兵大隊
- 戦車大隊
- 第1小銃大隊
- 第2小銃大隊
- 第17旅団砲兵群
  - 本部中隊
  - 第1自走砲大隊
  - 第2自走砲大隊
  - ロケット砲大隊
  - 対戦車砲大隊
- 防空大隊

- 第534独立工兵大隊（ヴィノフラディウ）
- 整備大隊
- 兵站大隊
- 偵察中隊
- 電子戦中隊
- 通信中隊
- レーダー中隊
- NBC防護中隊
- 衛生中隊
- 無人機中隊 マヴィック・バンド

## 2017年編制
- 旅団司令部（ムカチェヴォ）
- 第15独立山岳歩兵大隊
- 第21独立機械化大隊
- 第36独立機械化大隊
- 第16独立戦車大隊
- 第4独立自動車化歩兵大隊（ウージュホロド）
- 第17旅団砲兵群
  - 本部中隊
  - 第1自走砲大隊
  - 第2自走砲大隊
  - ロケット砲大隊
  - 対戦車砲大隊
- 第10独立高射ミサイル大隊

- 第534独立工兵大隊
- 整備大隊
- 兵站大隊
- 偵察中隊
- 狙撃中隊
- 電子戦中隊
- 通信中隊
- レーダー中隊
- NBC防護中隊
- 衛生中隊

## 第128親衛自動車化狙撃師団編制
- 師団司令部（ムカチェヴォ）
- 第315親衛自動車化狙撃連隊
- 第327親衛自動車化狙撃連隊
- 第487自動車化狙撃連隊
- 第398戦車連隊
- 第331親衛砲兵連隊
- 第102高射ミサイル連隊
- 第22独立戦車大隊
- 第374独立ミサイル大隊
- 第757独立対戦車砲大隊

- 第47独立親衛偵察大隊
- 第534独立親衛工兵大隊
- 第150独立親衛通信大隊
- 第85独立整備大隊
- 第891独立補給大隊
- 第133独立衛生大隊
- 第190独立化学防護中隊

## 出身者
- アレクサンドル・ルチンスキー
- オレクサンドル・クズムク
- セルヒイ・シャプタラ
- セルヒイ・ナエフ
- タラス・シェフチェンコ